# 安守廉
威廉·P·奥尔福德（英语：William P. Alford，1948年—），汉名安守廉，是哈佛大学法学院教授，哈佛大学东亚法律研究中心主任，中国法专家。安守廉是他取的中文名字。

## 经历
安守廉1970年自阿默斯特学院毕业，获学士学位，1972年自剑桥大学毕业，获得法学士学位，1974年和1975年在耶鲁大学获得关于中国研究和中国历史的两个硕士学位，1977年自哈佛大学获得法学博士（JD）学位。